# Pequeñeces
Pequeñeces é uma telenovela mexicana, produzida pela Televisa e exibida em 1971 pelo El Canal de las Estrellas.

## Elenco
- David Bravo
- Marco Antonio Campos
- Joaquín Cordero - Jacopo Tellez
- Sonia Furió - Currita Albornoz de Luján